# Wetʼsuwetʼen

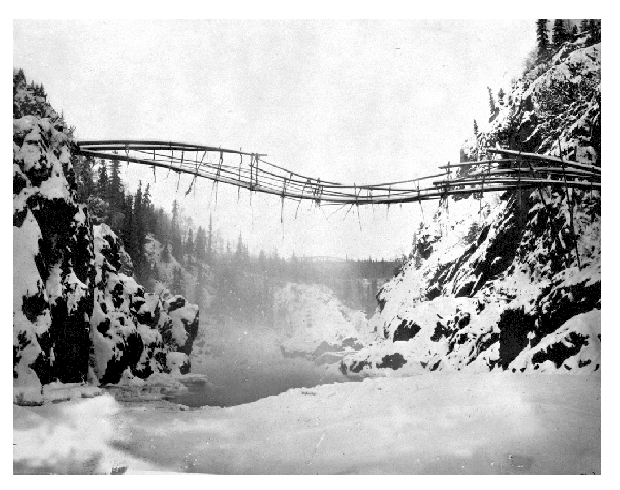
Ponte dos Wetʼsuwetʼen sobre o rio Bulkley, Hagwilget, 1872

Mapa mostrando a localização aproximada do território tradicional de Wetʼsuwetʼen no oeste do Canadá

O Wet'suwet'en  Inglês /wɛtˈsoʊɪtɪn/ Inglês /wɛtˈsoʊɪtɪn/ wet-SOH-ih-tin ) é um povo das Primeiras Nações que vive no rio Bulkley e ao redor do Lago Burns, Lago Broman e Lago François no noroeste do Interior Central da Colúmbia Britânica. O endônimo Wetʼsuwetʼen significa "Povo do rio Wa Dzun Kwuh (rio Bulkley)".
Os Wetʼsuwetʼen são um ramo do povo Dakelh ou Carrier e, em combinação com o povo Babine, são chamados de Carrier ocidental.Eles falam Witsuwit'en, um dialeto da Babine-Witsuwit'en, linguagem que, junto com seu idioma irmão Carrier, é um membro da família Athabaskan.
Sua história oral, chamada kungax, narra que sua aldeia ancestral, Dizkle ou Dzilke, ficava rio acima do Bulkley Canyon. Este aglomerado de casas de cedro em ambos os lados do rio foi abandonado, segundo a história oral, devido a um presságio de um desastre iminente. A localização exata da vila foi perdida. O povo gitxsan vizinho da área de Hazelton tem uma história semelhante, embora a aldeia em sua versão se chame Dimlahamid (Temlahan).

## Clãs
No sistema de governança tradicional do Wetʼsuwetʼen, existem cinco clãs, que são subdivididos em treze grupos de casas. Cada grupo de casas é liderado por um único chefe da casa e também inclui vários subchefes (também chamados de "chefes de ala"). Os nomes dos chefes hereditários (tanto chefes quanto subchefes) geralmente são passados para um sucessor escolhido pelo titular do nome em exercício, na maioria das vezes por meio de linhagens familiares. A participação no clã é transmitida matrilinearmente, da mãe para os filhos. Em Witsuwit'en, os chefes hereditários do sexo masculino são referidos como dinï zeʼ, e os chefes hereditários do sexo feminino são referidos como tsʼakë zeʼ.

Os grupos e chefes das casas de cada um dos cinco clãs, bem como os nomes em inglês dos chefes das casas atuais, podem ser encontrados no gráfico abaixo.
| Grupo da casa     | Tradução                | Nome do chefe da casa | Titular        |
| ----------------- | ----------------------- | --------------------- | -------------- |
| Yex Tʼsa Witʼantʼ | Casa estreira           | Goohlaht              | vago           |
| Yex Tʼsa Wilkʼus  | Casa negra              | Knedebeas             | Warner William |
| Kayex             | Casa da casca de bétula | Samooh                | Herb Naziel    |

| Grupo da casa     | Tradução                | Nome do chefe da casa | Titular      |
| ----------------- | ----------------------- | --------------------- | ------------ |
| Kwen Beegh Yex    | Casa ao lado do fogo    | Wah Tah Kwets         | vago         |
| Gʼen Egh La Yex   | Casa de muitos olhos    | Hagwilnegh            | Ron Mitchell |
| Tsee Kʼal Kʼe Yex | Casa em uma rocha plana | Wah Tah Kʼeght        | vago         |

| Grupo da casa | Tradução                | Nome do chefe da casa | Titular       |
| ------------- | ----------------------- | --------------------- | ------------- |
| Djakanyex     | Casa castor             | Kweese                | vago          |
| Tsa Kʼen Yex  | Vigas da casa de castor | Na'moks               | John Ridsdale |

| Grupo da casa | Tradução       | Nome do chefe da casa | Titular         |
| ------------- | -------------- | --------------------- | --------------- |
| Medzeyex      | Casa da Coruja | Kloum Khun            | Alphonse Gagnon |
| Tsalyex       | Casa do Sol    | Smogelgem             | Warner Naziel   |

| Grupo da casa | Tradução                       | Nome do chefe da casa | Titular    |
| ------------- | ------------------------------ | --------------------- | ---------- |
| Cassyex       | Casa do urso pardo             | Woos                  | Frank alec |
| Kalyexwenits  | Casa no meio de muitas         | Gisdayʼwa             | Fred Tom   |
| Anaskasi      | Onde está, bloqueando a trilha | Madeek                | Jeff Brown |

 Unist'ot'en Camp - O group é afiliado ao Yex T'sa Wilk'us (Casa negra) sob o Clã Gilseyhu (Sapo grande) 

## Nota
- Este artigo foi inicialmente traduzido, total ou parcialmente, do artigo da Wikipédia em inglês cujo título é «Wetʼsuwetʼen».